# Julius Riyadi Darmaatmadja
Julius Riyadi Darmaatmadja (Muntilan, 20 dicembre 1934) è un cardinale e arcivescovo cattolico indonesiano.

## Biografia
Nato a Muntilan, piccolo centro dell'arcidiocesi di Semarang, sull'isola indonesiana di Giava, studia presso il seminario minore di St. Peter Canisius di Magelang dal 1951 e, al termine del suo ciclo di studi, nel 1957 entra a far parte della Compagnia di Gesù, emettendo i voti nel 1959.
Per tre anni in India per studiare filosofia, poi insegnante presso il seminario dove è stato studente, riceve gli ordini minori il 12 gennaio 1964, passando quindi allo studio della teologia dal 1966 al 1970 nella città di Yogyakarta.
Ordinato sacerdote il 18 dicembre 1969, il 29 giugno 1983 viene consacrato arcivescovo di Semarang, per poi diventare ordinario dei cattolici nelle Forze Armate di Indonesia e presidente della Conferenza episcopale indonesiana per due mandati (1988-1997 e 2001-2006).
Papa Giovanni Paolo II gli conferisce la dignità cardinalizia con il titolo di Sacro Cuore di Maria durante il concistoro del 26 novembre 1994, mentre nel 1996 è nominato arcivescovo metropolita di Giacarta.
Nell'aprile 2006 il presule, facendo sentire la voce della Chiesa, si è unito a quanti hanno protestato (leader religiosi e politici) contro la condanna a morte inflitta a tre religiosi cattolici indonesiani.
Il 28 giugno 2010 papa Benedetto XVI accetta la sua rinuncia al governo pastorale dell'arcidiocesi di Giacarta per raggiunti limiti d'età. Gli succede nell'incarico Ignatius Suharyo Hardjoatmodjo.
Il 21 febbraio 2013 annuncia che, per motivi di salute, non raggiungerà Roma per partecipare al conclave che eleggerà il successore di Benedetto XVI.
Il 20 dicembre 2014, al compimento del suo ottantesimo compleanno, perde il diritto di entrare in conclave per l'elezione del pontefice.

## Incarichi
Darmaatmadja è membro della Congregazione per l'Evangelizzazione dei Popoli, dei Pontifici Consigli per il Dialogo Inter-religioso e per la Cultura, del Consiglio Speciale per l'Asia della Segreteria Generale del Sinodo dei Vescovi.

## Genealogia episcopale e successione apostolica
La genealogia episcopale è:
- Cardinale Scipione Rebiba
- Cardinale Giulio Antonio Santori
- Cardinale Girolamo Bernerio, O.P.
- Arcivescovo Galeazzo Sanvitale
- Cardinale Ludovico Ludovisi
- Cardinale Luigi Caetani
- Cardinale Ulderico Carpegna
- Cardinale Paluzzo Paluzzi Altieri degli Albertoni
- Papa Benedetto XIII
- Papa Benedetto XIV
- Papa Clemente XIII
- Cardinale Bernardino Giraud
- Cardinale Alessandro Mattei
- Cardinale Pietro Francesco Galleffi
- Cardinale Giacomo Filippo Fransoni
- Cardinale Carlo Sacconi
- Cardinale Edward Henry Howard
- Cardinale Mariano Rampolla del Tindaro
- Cardinale Rafael Merry del Val
- Cardinale Raffaele Scapinelli di Leguigno
- Cardinale Friedrich Gustav Piffl
- Vescovo Michael Memelauer
- Cardinale Franz König
- Arcivescovo Ottavio De Liva
- Cardinale Justinus Darmojuwono
- Cardinale Julius Riyadi Darmaatmadja, S.I.

La successione apostolica è:
- Arcivescovo Peter Turang (1997)
- Cardinale Ignatius Suharyo Hardjoatmodjo (1997)
- Arcivescovo Agustinus Agus (2000)
- Vescovo Julianus Kemo Sunarko, S.I. (2000)
- Vescovo Aloysius Maryadi Sutrisnaatmaka, M.S.F. (2001)
- Arcivescovo Justinus Harjosusanto, M.S.F. (2002)
- Arcivescovo Vincentius Sensi Potokota (2006)
- Vescovo Vincentius Sutikno Wisaksono (2007)
- Arcivescovo Johannes Maria Trilaksyanta Pujasumarta (2008)